# Diane (filme de 2018)
Diane (br: A Vida de Diane) é um filme de drama estadunidense de 2018 escrito e dirigido por Kent Jones. O filme é estrelado por Mary Kay Place, Jake Lacy, Deirdre O'Connell, Andrea Martin e Estelle Parsons.

## Elenco
- Mary Kay Place como Diane
- Jake Lacy como Brian
- Deirdre O'Connell como Donna
- Glynnis O'Connor como Dottie
- Joyce Van Patten como Madge
- Phyllis Somerville como Ina
- Andrea Martin como Bobbie
- Estelle Parsons como Mary
- Danielle Ferland como Birdie Rymanowski
- Ray Iannicelli como Al Rymanowski
- Celia Keenan-Bolger como Tally
- Charles Weldon como Tom
- Marcia Haufrecht como Carol Rymanowski

## Lançamento
O filme estreou no Tribeca Film Festival em 22 de abril de 2018. Em 2 de agosto de 2018, a IFC Films adquiriu os direitos de distribuição do filme. Foi lançado em 29 de março de 2019.

## Recepção
Por sua atuação no filme, Mary Kay Place ganhou os prêmios de melhor atriz da Los Angeles Film Critics Association e National Society of Film Critics.